# Xã Wheatfield, Quận Perry, Pennsylvania
Xã Wheatfield (tiếng Anh: Wheatfield Township) là một xã thuộc quận Perry, tiểu bang Pennsylvania, Hoa Kỳ. Năm 2010, dân số của xã này là 3.334 người.